# 菲什加德
菲什加德是威尔士的一个滨海小镇。歷史上菲什加德之战发生于此。